# Eye (Suffolk)
Eye – miasto i civil parish w Wielkiej Brytanii, w Anglii, w regionie East of England, w hrabstwie Suffolk, w dystrykcie Mid Suffolk. W 2011 civil parish liczyła 2154 mieszkańców. Eye jest wspomniana w Domesday Book (1086) jako Eia/Heia.